# Raymond Coche
Raymond Coche, né le 26 janvier 1904 à Valence et mort le 24 novembre 1996 à Grenoble, est un officier des troupes de chasseurs alpins, alpiniste et explorateur français.
En 1935, le capitaine Raymond Coche participe avec Roger Frison-Roche et Pierre Ichac, Chasseloup-Laubat et Lewden, à une expédition dans le Hoggar. La mission Coche se distinguera par deux hauts faits :
- la première ascension du Garet El Djenoun (2 330 m), « montagne des génies », restée jusque-là inviolée ;
- la découverte officielle des sites rupestres du Hoggar (Mertoutek (en)), dont la mission de Henri Lhote réalisera les relevés.

En août 1940, le commandant Raymond Coche, chasseur alpin du 6e BCA, de retour de l'expédition française victorieuse en Norvège (Narvik), est parmi les fondateurs de l'organisation Jeunesse et Montagne, destinée à occuper une jeunesse démobilisée par la défaite de juin 1940. Il rejoint les FFI du Dauphiné[Quand ?]. Habitant à Monêtier-les-Bains, où il a fait construire un chalet, il se cache dans la montagne tandis que sa famille y vit.
Raymond Coche devient général de division en 1962. Il est l'organisateur des premiers salons d'aménagement de la montagne[Où ?]. Marié en 1927, il est père de six enfants, nés entre 1932 et 1948.

## Décoration
- Commandeur de l'ordre du Mérite sportif, à titre exceptionnel (1960)[2]

## Œuvres
- Alpinus, conteur dauphinois, Nouveaux récit, Précédés d'une Vie d'Alpinus, 1946, Paris, Flammarion
- Un siècle pas à pas vers la lumière, Grenoble, Éd. Claude Alzieu, 1995, 496 p. (ISBN 978-2-910717-09-4 et 2910717097, OCLC 407124710), Mémoires du Général Raymond Coche recueillies par Martine Coppier

Préfacier : 
- Tefedest, Méharée au Sahara Central, de Louis Carl & Joseph Petit, 1953, Arthaud, Grenoble
- Escapades dans les monts dauphinois, récits de Henri Frédéric Faige-Blanc, dit « Alpinus », arrière-grand-père de Raymond Coche, 1989